# Hudo Brezje
Hudo Brezje este o localitate din comuna Sevnica, Slovenia, cu o populație de 95 de locuitori.